# João Alfredo
João Alfredo este un oraș în Pernambuco (PE), Brazilia.